# Mondariz-Balneario
Mondariz-Balneario és un petit municipi de la província de Pontevedra a Galícia. Pertany a la comarca d'O Condado. Limita al nord i est amb Mondariz i al sud i oest amb Ponteareas.

## Història
Al terme municipal hi ha restes d'un poblat castreny al Coto de Cividade. De l'època de la romanització es conserven restes d'una calçada sobre el riu Tea.
El municipi està situat a prop del castell de Sobroso, motiu pel qual la font de Gándara rebia la visita de nobles. Segons la tradició, el 1282 es van casar a la capella de San Pedro el rei Dionís de Portugal amb la infanta Elisabet d'Aragó.
Durant l'Antic Règim la zona pertanyia a la província de Tui, una de les set del Regne de Galícia. Després de la reforma administrativa, el 30 de novembre de 1833 la jurisdicció de Sobroso va passar a pertànyer a la província de Pontevedra. El lloc pertanyia encara a la parròquia de Mondariz, fins que el 1904 es va crear la parròquia de Troncoso.
A principis del segle xx l'empresari Enrique Peinador va promoure la recuperació de la font de Gándara i la creació del balneari, que aviat es va convertir en un lloc freqüentat per la burgesia.
El 30 de novembre de 1924, amb el nom d'A Nosa Señora de Lourdes, la parròquia de Troncoso va passar a formar un municipi independent, canviant el seu nom pel de Mondariz-Balneario. El 17 d'abril de 1925 el rei Alfons XIII va concedir a la vila el títol de "Molt Hospitalària".

## Entitats de població
El municipi està format per una única parròquia, Mondariz-Balneario, que està formada per cinc entitats de població:
- O Escobeiro
- Mondariz-Balneario
- O Pazo
- San Pedro
- Troncoso